# Théâtre romain de Cordoue

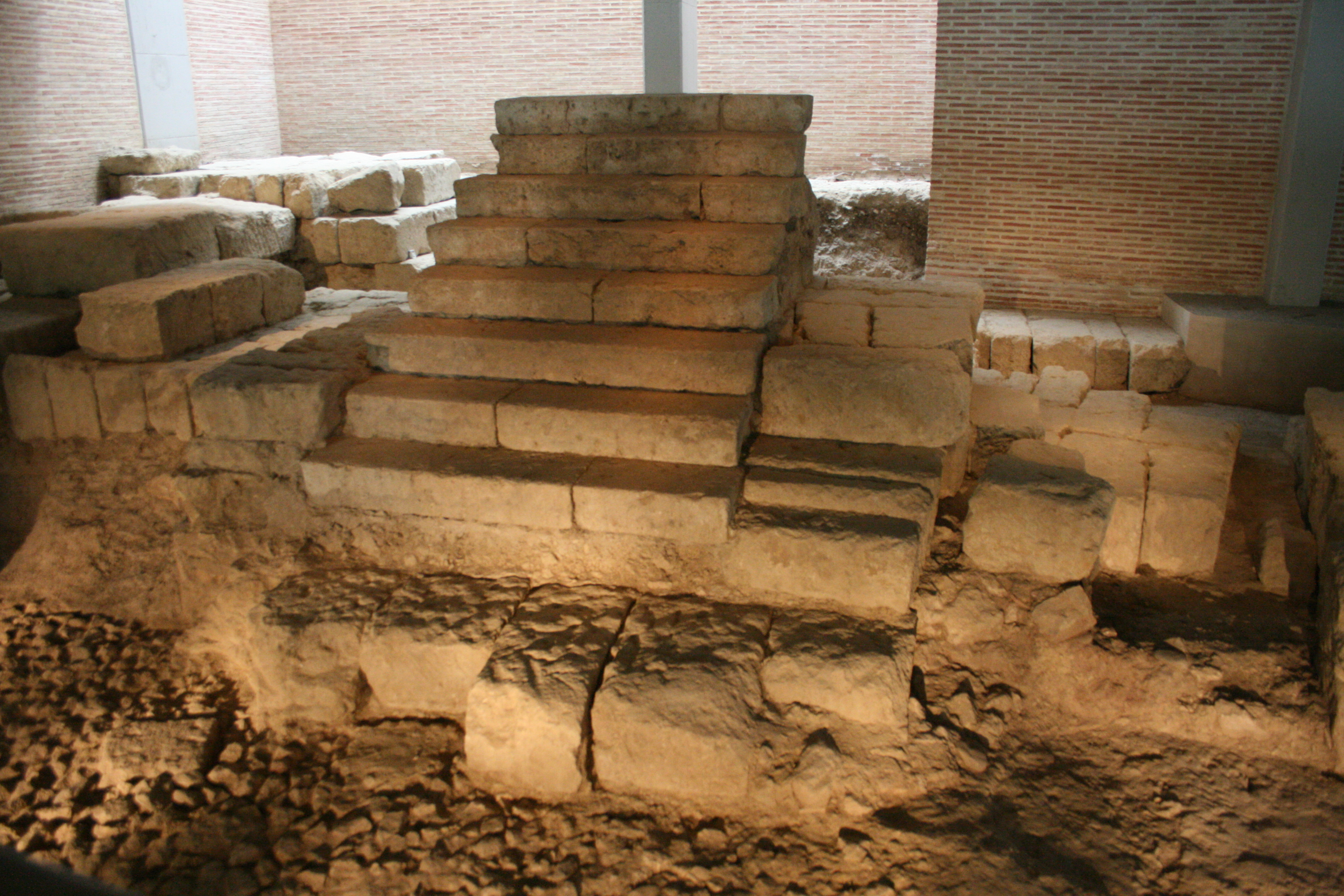
Vestiges du théâtre dans le musée archéologique et ethnologique de Cordoue.

Le théâtre romain de Corduba se situe à Cordoue, en Espagne. Les vestiges archéologiques se trouvent sous l'actuel musée archéologique et ethnologique de Cordoue.

## Présentation
Sa cavea fait 124,23 mètres de diamètre (6 mètres de moins que le théâtre de Marcellus à Rome), ceci en faisait l'un des plus grands théâtres de toute l'Hispanie et l'un des plus importants en dimension de tout l'Empire romain.
Le dénivellement du terrain a été mis à profit pour construire les gradins du théâtre. À l'extérieur, une série de trois terrasses donnaient accès aux niveaux distincts de gradins. Des restes de ces terrasses ont été découverts sous une cour du musée archéologique, ainsi que des escaliers qui connectaient la terrasse basse avec la moyenne, on peut aujourd'hui contempler l'une des terrasses dans une des salles d'exposition du musée.
Bien que cela ne soit pas confirmé par une fouille archéologique, les études actuelles émettent l'hypothèse que la Plaza de Jerónimo Paéz est une fossilisation de l'orchestre (la zone où se situaient les musiciens), ainsi que la Calle Marqués del Villar où se situerait la scène (la zone où avait lieu la représentation).
Il est actuellement possible de visiter les restes du théâtre grâce à la dernière restauration réalisée par le musée archéologique de Cordoue. L'intervention a consisté à créer un édifice annexe au musée, afin de pouvoir observer les vestiges dans un lieu de plus grande taille et avec plus de clarté que les possibilités qu'offrent l'intérieur du musée.